# Asemolea minuta
Asemolea minuta là một loài bọ cánh cứng trong họ Cerambycidae.